# Алтернативна школа
Алтернативна школа је образовна установа са наставним планом и програмом и методама који нису традиционални. Такве школе нуде широк спектар филозофија и наставних метода; неки имају политичку, научну или филозофску оријентацију, док су други више ad hoc скупови наставника и ученика незадовољних неким аспектом редовног или традиционалног образовања.
Неке школе су засноване на алтернативној едукацији која се разликују од оног у редовној педагогији која се примењује у култури, док су друге школе за надарене ученике, децу са посебним потребама, децу која су образовно пала са колосека или избачена из основне школе, децу која желе да истражују неструктурисан или мање ригидан систем учења, итд.

## Карактеристике
Постоји много модела алтернативних школа, али изгледа да се карактеристике обећавајућих алтернативних програма више или мање приближавају следећим карактеристикама:
- већи индивидуализовани приступ;
- интеграција деце различитог социо-економског статуса и мешовитих способности;
- искуствено учење које је применљиво на живот ван школе;
- интегрисани приступ различитим дисциплинама;
- наставно особље је сертификовано у својој академској области и креативно;
- низак однос ученика и наставника;
- колективно власништво института јер су наставници, ученици, помоћно особље, администратори, родитељи сви укључени у доношење одлука;
- низ нетрадиционалних метода оцењивања.